# Ferrovia Saint-André-le-Gaz - Chambéry
La ferrovia Saint-André-le-Gaz - Chambéry (in francese Ligne de Saint-André-le-Gaz à Chambéry) è una linea ferroviaria francese che unisce Chambéry alla Lione-Marsiglia.
La linea è elettrificata e a binario unico.

## Storia
I lavori di costruzione iniziarono nel 1878 e durarono più di cinque anni a causa della difficile topografia del tracciato. Ad esempio, il tunnel sotto L'Épine fu realizzato tra il 1880 e il 1883.
A causa di diversi ostacoli naturali, l'apertura e la messa in servizio della linea, originariamente prevista per il maggio 1884, fu rinviata prima al 14 luglio dello stesso anno, poi al 15 agosto. L'inaugurazione ebbe infine luogo il 24 settembre 1884.
Nel secondo dopoguerra, a causa del vertiginoso aumento del traffico lungo la linea tra Lione e la Savoia, la Saint-André-le-Gaz - Chambery, fino ad allora percorsa da treni locali, ha iniziato ad essere interessata da nuovi treni in quanto variante.